# Quartermain Mountains
Quartermain Mountains är en bergskedja i Antarktis. Den ligger i Östantarktis. Nya Zeeland gör anspråk på området.
Quartermain Mountains sträcker sig 8,0 kilometer i sydvästlig-nordostlig riktning. Den högsta toppen är Beacon Heights, 2 400 meter över havet.
Topografiskt ingår följande toppar i Quartermain Mountains:
- Beacon Heights
- East Beacon
- South Beacon